# Transnational Speedway League
Transnational Speedway League: Anthems, Anecdotes and Undeniable Truths è il primo album in studio del gruppo statunitense Clutch, pubblicato il 17 agosto 1993.

## Il disco
L'album presenta influenze da vari generi (alternative, punk e grunge su tutti) e mette in luce le radici eterogenee del gruppo. Si tratta inoltre del primo lavoro della band senza il produttore Lawrence "Uncle Punchy" Packer, che aveva partecipato ai primi due EP dei Clutch.

## Tracce
1. A Shogun Named Marcus – 2:52
2. El Jefe Speaks – 3:49
3. Binge and Purge – 6:29
4. 12 Ounce Epilogue – 2:49
5. Bacchanal – 4:11
6. Milk of Human Kindness – 4:17
7. Rats – 2:45
8. Earthworm – 4:31
9. Heirloom 13 – 5:34
10. Walking in the Great Shining Path of Monster Trucks – 3:43
11. Effigy – 5:09

## Formazione
- Neil Fallon - voce
- Tim Sult - chitarra
- Dan Maines - basso
- Jean-Paul Gaster - batteria